# نوال الحوسني
تتبوأ نوال الحوسني منصب المندوبة الدائمة لدولة الإمارات لدى الوكالة الدولية للطاقة المتجددة "آيرينا" منذ 10 أبريل 2018. كما أنها عضو في مجلس لجنة مشروع مركز ابتكار الجرافين الهندسي في جامعة مانشستر بالمملكة المتحدة.
شغلت نوال الحوسني سابقاً منصب نائبة المدير العام في "أكاديمية الإمارات الدبلوماسية" من عام 2017 إلى 2018، ومديرة "جائزة زايد لطاقة المستقبل" من 2011 إلى 2018، ونائبة رئيس لجنة اختيار الجائزة، بالإضافة إلى عضويتها في مجلس الأمناء في "جامعة خليفة".
تقلدت العديد من المناصب في شركة أبوظبي لطاقة المستقبل "مصدر"، بما في ذلك: المديرة التنفيذية لإدارة الاستدامة والهوية المؤسسية من 2016 إلى 2017، ومديرة إدارة الاستدامة من 2011 إلى 2016، والمديرة المشاركة للاستدامة من 2008 إلى 2011.
كانت عضوة في لجنة المراجعة لجائزة زايد لطاقة المستقبل من 2010 إلى 2011، ونائبة مدير إدارة تخطيط الموارد البشرية في القيادة العامة لشرطة أبوظبي من 2007 إلى 2008، ورئيسة قسم التصميم والدراسات في إدارة الهندسة لدى الشرطة من 2004 إلى 2007.
حازت على عدة جوائز، منها: "جائزة رئيس معهد الطاقة الدولي" في المملكة المتحدة عام 2024 كأول شخصية من منطقة الشرق الأوسط تحصل على هذه الجائزة، و"جائزة المرأة العربية" في فئة قطاع الطاقة عام 2015، و"جائزة سيدة الأعمال الإماراتية" في فئة المسيرة المهنية والإنجازات.
حاصلة على دكتوراه في العمارة المستدامة من جامعة نيوكاسل بالمملكة المتحدة عام 2002، وبكالوريوس في الهندسة المعمارية من جامعة الإمارات العربية المتحدة عام 1992.
في لقاء مع مركز الاتحاد للأخبار أدلت بالتصريح التالي:
1. 1 2  للأخبار, مركز الاتحاد (27 Aug 2024). "نوال الحوسني: قصة نجاح ملهمة". مركز الاتحاد للأخبار (بar-AR). Archived from the original on 2024-08-28. Retrieved 2024-09-01.{{استشهاد ويب}}:  صيانة الاستشهاد: لغة غير مدعومة (link)
2. 1 2 3  وكالة أنباء الإمارات. "نوال الحوسني أول شخصية في الشرق الأوسط تحصد جائزة معهد الطاقة الدولي المرموقة". الجمعة، 1 مارس 2024 5:20 م. مؤرشف من الأصل في 2024-05-25.
3. ↑  "سعادة الدكتورة نوال الحوسني | القمة العالمية للحكومات". القمة العالمية للحكومات. 12 فبراير 15:40. مؤرشف من الأصل في 2024-09-02. {{استشهاد ويب}}: تحقق من التاريخ في: |تاريخ= (مساعدة)
4. ↑  للأخبار, مركز الاتحاد (8 Dec 2023). "نوال الحوسني لـ«الاتحاد»: الإمارات..جهود رائدة ورؤى مستقبلية في الاستدامة والتغير المناخي". مركز الاتحاد للأخبار (بar-AR). Archived from the original on 2023-12-13. Retrieved 2024-09-01.{{استشهاد ويب}}:  صيانة الاستشهاد: لغة غير مدعومة (link)